# Ruperto Bahamonde
Ruperto Antonio Bahamonde Rivera (Concepción, 20 de septiembre de 1861-Santiago, 7 de marzo de 1926) fue un abogado y académico chileno. Fue ministro de Relaciones Exteriores, Culto y Colonización en 1918 y rector de la Universidad de Chile entre 1924 y 1926.

## Vida pública
Fue por años profesor de Derecho Civil en la Facultad de Derecho de la Universidad de Chile, y llegó a ser decano de esta en 1914. El 6 de octubre de 1924, el entonces rector de la Universidad, Gregorio Amunátegui, fue nombrado ministro de Instrucción Pública, por el gobierno de facto de Luis Altamirano, razón por la cual Bahamonde fue designado rector subrogante. Fue elegido en propiedad como rector por el claustro de la universidad el 19 de abril de 1925, y se desempeñó como tal hasta su muerte, en marzo de 1926.
Militante del Partido Radical, fue ministro de Relaciones Exteriores, Culto y Colonización por un breve periodo durante el gobierno de Juan Luis Sanfuentes, entre el 6 de septiembre y el 25 de noviembre de 1918.

## Familia
Se casó con Sara Elvira Ruiz Mansenlli, con quien tuvo cinco hijos, entre ellos el abogado y político Enrique Bahamonde.